# 出血時間

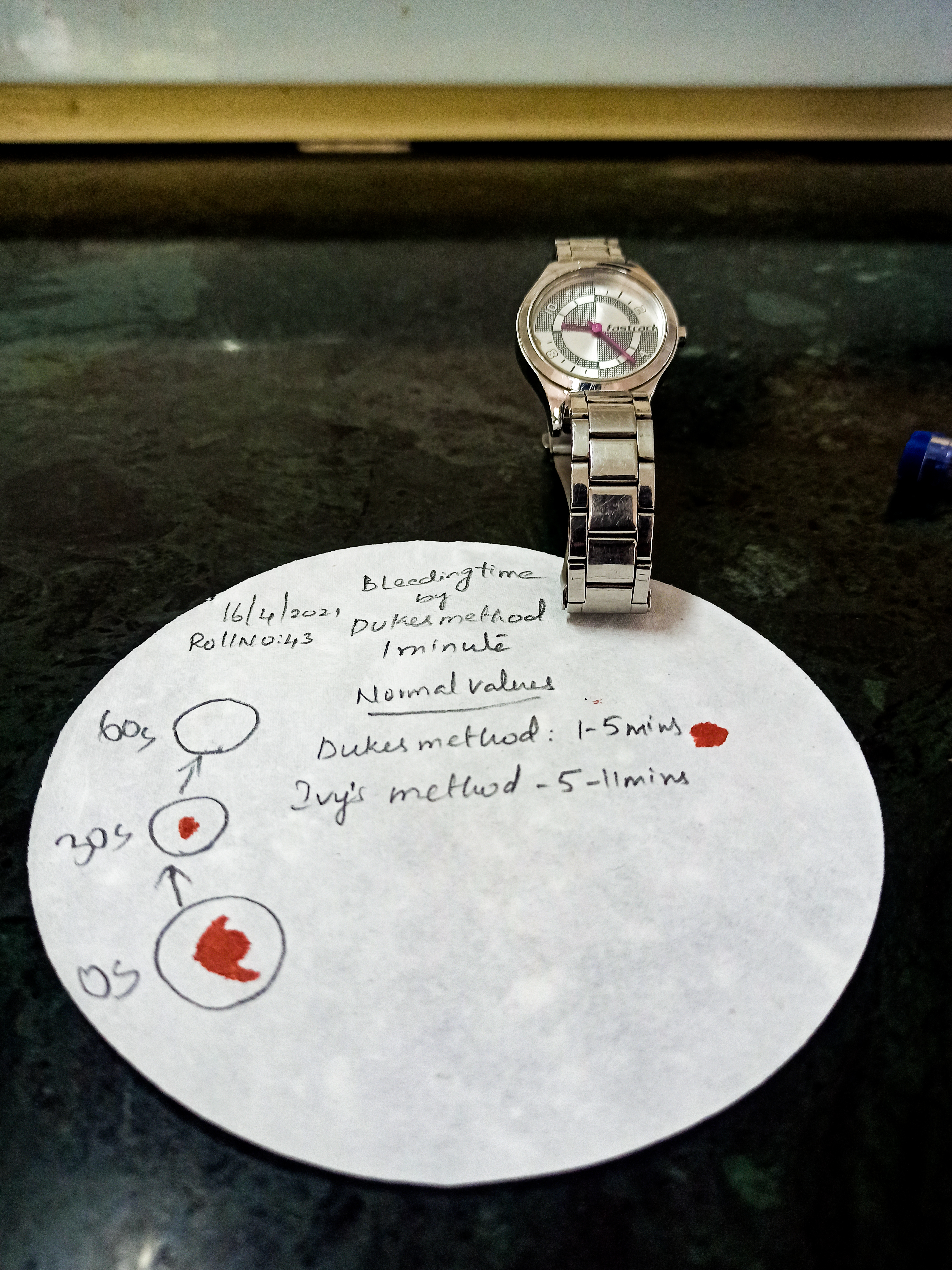
出血時間：定期的に創部にろ紙をあてて血液の付着の有無を確認する。

出血時間（しゅっけつじかん、(英) bleeding time）とは、皮膚に針やメスで傷を作り、傷からの出血が止まるまでの時間を測定する、古典的な血小板機能の検査である。
かつては、手術前の止血機能スクリーニング検査として広く行われたが、
近年は術前検査としては有用性がないとされており、
出血時間検査を廃止する施設も増えている。

## 検査法と基準値
出血時間の検査法には、デューク法（Duke法）とアイビー法（Ivy法、IVY法）があり、海外ではアイビー法が一般的であるが、日本では、通常、デューク法（耳朶）が用いられる。

### デューク法
デューク法は、1910年にウイリアム・W・デューク（William W. Duke）により初めて記載された。
通常、耳朶（じだ、みみたぶ）をメス、ないし、専用のランセット（穿刺針）で穿刺して長さ約2 mmの切創をつくり、30秒おきに濾紙で創からの血液を吸い取り、血液が濾紙に付着しなくなった時点で時間を記録し終了とする。
なお、10分程度以上経過しても出血が続く場合は、検査を中止して止血する。
後述のアイビー法に比べて再現性が低く、局所の血腫形成のリスクが高いとされる。
デューク法の基準値は文献により異なるが、3分未満、1から3分、ないし、1から5分とされている。また、健常人でも4、5分になることはあるが、6分以上は異常ともされる。

### アイビー法
アイビー法は、1941年にアンドリュー・コンウェイ・アイビー（Andrew Conway Ivy）らにより記載された。
上腕に血圧計のマンシェットを巻き40 mmHgで加圧してうっ血させた上で前腕内側を穿刺する。以降はデューク法と同じである。
アイビー法は、一定の圧で加圧することから、デューク法より再現性にすぐれているとされる。
アイビー法は、創の作り方により、いくつかの変法がある。
アイビーは前腕をランセット（穿刺針）で穿刺していた。BorchgrevinkとWaalerは一定の長さと深さの切創を作る変法を提唱し、さらに、ミールケ（C.H.Mielke）は、テンプレート（型板）を使用して切創の再現性を改善した（テンプレート法）。
その後、テンプレートとメスが一体となった使い捨ての自動穿刺器具、シンプレート（Simplate、商品名）を使用して深さ1mm、長さ5mmの切創をつくるシンプレート法が普及した（現在はシンプレートは製造中止となっている）。
なお、切創を用いるアイビー法は創の瘢痕化のリスクが高いとされる。
アイビー法の基準値も文献により異なり、1から5分、8分未満、2から8分、2から9分、2から10分、3から10分（Simplate法）、等の記載がある。
出血時間は切創の作り方に大きく左右されるため、結果値を解釈する際は検査を実施した施設の採用している基準値を参照されたい。

## 臨床的意義
出血時間は、生体内の一次止血（血管損傷部位での血小板粘着・凝集による一次止血血栓の形成）を反映し、血小板の量的・質的異常がある場合、および、血管壁の異常がある場合に延長する。

### 出血時間が延長する病態
基本的に、血小板の機能の異常（血小板の機能発揮に必要な因子の異常を含む）により、出血時間が延長する。
血友病などの凝固因子の異常では、原則として、出血時間は延長しないが、フォン・ヴィレブランド(von Willebrand)病、無フィブリノーゲン血症などは、二次的に血小板機能異常をきたすため、出血時間が延長する。
以下、出血時間が延長する病態を列挙する。
- フォン・ヴィレブランド(von Willebrand)病[※ 1]：出血時間延長が特徴であるが、軽症では正常のことがある[16][17]。
- 無フィブリノーゲン血症（英語版）：フィブリノーゲンは、血小板が凝集して血小板血栓を作る際に血小板表面のGPⅡb/Ⅲaを介して血小板同士を結びつける糊として作用するため、欠損すると出血時間が延長する。
- 血小板減少症：血小板数10万 ／μL以下では血小板数の低下に比例して延長する[5]。（血小板減少が認められる患者で、さらに出血時間検査を実施する必要はない。）
- 抗血小板剤：アスピリン、チクロピジン、クロピドグレル、シロスタゾール、非ステロイド性抗炎症薬、など。
- 先天性血小板機能異常症：血小板無力症、ベルナール・スーリエ症候群、など。
- 後天性血小板機能異常症：尿毒症、異常蛋白血症、肝障害、骨髄異形成症候群など。
- 血管が脆弱化する病態：壊血病、血管炎、など（診断的有用性は低い）[9][12]。
- その他：高度の貧血では出血時間は延長する[12]。

### 出血時間が短縮する病態
出血時間の短縮の意義づけは困難である。
多くは、創の作成不十分による。
心筋梗塞や糖尿病などで短縮するとの報告もあるが、血栓傾向の評価には有用でないとされる。

### 検査の適応
出血時間は、血小板減少のない出血傾向（止血異常）において、血小板機能のスクリーニングとして実施されることがある。
特に、フォン・ヴィレブランド(von Willebrand)病は,100人に1人程度と頻度も多く、軽症から中等症では活性化部分トロンボプラスチン時間（APTT）の異常を示さない例も多いため、出血時間が有用とする意見もある。
ただし、出血時間が正常範囲内であっても血小板機能の異常を否定することはできないことに留意する必要がある。
出血時間は特別な装置を要せずベッドサイドでも簡便に実施可能であり、
かつては手術前に、血小板機能異常の検出や、抗血小板剤を使用している患者の止血能の評価を目的として、スクリーニング検査として実施されることもあった。
しかし、出血時間は手術中の出血量や出血のリスクを予測するのに有用とする根拠がないことから、現在は、ルーチンの術前検査としては推奨されていない（問診や診察で出血傾向の存在が疑われた場合は別である）。
疼痛を伴い侵襲的であり、実施に人手と時間を要すること、などもあり、近年は、出血時間検査自体、実施しない施設が増えている。